# روم‌قلعه
روم‌قلعه (ترکی استانبولی: Rumkale) قلعه‌ای استوار بود بر کناره رود فرات در ۵۰ کیلومتری غرب شهر شانلی‌اورفه در ترکیه امروزی. در عربی به آن قلعة الروم و در کردی به آن قلعه زرین (Kela zêrîn) گفته می‌شود.
روم‌قلعه جایگاهی راهبردی دارد که آشوریان نیز به این مکان توجه داشتند. سازه کنونی باقی‌مانده از این قلعه در زمان یونانی و رومی ساخته شده‌است. در سده‌های میانه جنگ‌سالاران گوناگون بیزانسی و ارمنی در آن مستقر بودند. روم‌قلعه در سده دوازدهم جایگاه اسقف‌های ارمنی بود و از ۱۲۰۳ تا ۱۲۹۳ نیز جاثلیق اعظم کلیسای متحد ارامنه در آن مستقر بود. در ۱۲۹۳ مملوک‌های مصر پس از یک محاصره طولانی آن را به تصرف درآورده و به آن نام قلعه مسلمین دادند.
ساخت سد بیرَجیک باعث شده که روم‌قلعه امروزه تنها از طریق آب و با قایق در دسترس باشد.